# Lietuvos Kinologų Draugija
Lietuvos Kinologų Draugija (LKD) är Litauens nationella kennelklubb som är en av medlemsorganisationerna i den internationella kennelfederationen Fédération Cynologique Internationale (FCI). Den är de litauiska hundägarnas intresse- och riksorganisation och för nationell stambok över hundraser.